# Bellerose Terrace
Bellerose Terrace – jednostka osadnicza w Stanach Zjednoczonych, w stanie Nowy Jork, w hrabstwie Nassau.